# Liste der Kulturgüter in Ollon
Die Liste der Kulturgüter in Ollon enthält alle Objekte in der Gemeinde Ollon im Kanton Waadt, die gemäss der Haager Konvention zum Schutz von Kulturgut bei bewaffneten Konflikten, dem Bundesgesetz vom 20. Juni 2014 über den Schutz der Kulturgüter bei bewaffneten Konflikten sowie der Verordnung vom 29. Oktober 2014 über den Schutz der Kulturgüter bei bewaffneten Konflikten unter Schutz stehen.
Objekte der Kategorien A und B sind vollständig in der Liste enthalten, Objekte der Kategorie C fehlen zurzeit (Stand: 1. Januar 2023).

## Kulturgüter
| Foto |                                                                           | Objekt | Kat. | Typ | Standort                                    | Beschreibung |
| ---- | ------------------------------------------------------------------------- | --- | ---- | --- | ------------------------------------------- | ------------ |
| ja   | Datei hochladen · Wikidata zu Saint-Triphon und Charpign (Q3463451)       | Saint-Triphon–Charpigny, neolithisch-mittelalterliche Höhensiedlung / Saint-Triphon–Charpigny, site de hauteur du néolithique-moyen âge KGS-Nr.: 06356 | A    | F   | Chemin du Lessus 42.1 564319 / 127171       |              |
| ja   | Datei hochladen · Wikidata zu Rathaus (Q29891336)                         | Rathaus / Hôtel de Ville KGS-Nr.: 06360 | B    | G   | Place de l’Hôtel de Ville 3 565831 / 127381 |              |
| ja   | Datei hochladen · Wikidata zu Reformierte Kirche Saint-Victor (Q29891334) | Reformierte Kirche Saint-Victor / Église réformée Saint-Victor KGS-Nr.: 06362                                                                          | B    | G   | Place du Cotterd 8 565779 / 127399          |              |
| ja   | Datei hochladen · Wikidata zu Pfarrhaus (Q29891330)                       | Pfarrhaus / Cure KGS-Nr.: 14700 | B    | G   | Chemin de la Cure 1 565748 / 127373         |              |
| ja   | Datei hochladen · Wikidata zu Reformierte Kirche (Q29891337)              | Reformierte Kirche / Église réformée KGS-Nr.: 14701 | B    | G   | Huémoz, Rue de l’Église 19 565290 / 126748  |              |
| ja   | Datei hochladen · Wikidata zu Schloss de la Roche (Q29891329)             | Château de la Roche KGS-Nr.: 14702 | B    | G   | Rue du Château 10 565950 / 127319           |              |